# USNS Robert E. Peary (T-AKE-5)
L'USNS Robert E. Peary (T-AKE-5) est un vraquier de la classe Lewis and Clark. Il est le quatrième navire exploité par l'United States Navy à être nommé du nom de l'explorateur de l'Arctique le contre-amiral Robert Peary (1856-1920).
Le contrat de construction du navire a été attribué à la National Steel and Shipbuilding Company (NASSCO) de San Diego, en Californie, le 27 janvier 2004.  Sa quille a été posée le 12 décembre 2006 et il a été lancé le 27 octobre 2007. Cependant, la cérémonie de baptême prévue a dû être retardée en raison de la perturbation locale causée par les incendies de forêt en Californie en octobre 2007. Le Robert E. Peary a été baptisé le 9 février 2008, parrainé par l'arrière-petite-fille de Peary, Peary S. Fowler. 
Le 10 mars 2017, Robert E. Peary a accosté à la base navale de Portsmouth pour tester les nouvelles installations des porte-avions de la classe Queen Elizabeth.